# Asti (stacja kolejowa)
Astiⓘ (wł. Stazione di Asti) – stacja kolejowa w Asti, w prowincji Asti, w regionie Piemont, we Włoszech. Znajduje się na linii Turyn-Genua. Wychodzą stąd także linie do Genui, Mortary, Castagnole i Chivasso.
Część pasażerska jest obsługiwana przez Centostazioni, podczas gdy infrastruktura przez Rete Ferroviaria Italiana (RFI).
Budynek składa się z trzech części, różniących się od siebie, połączonych szklanym tunelem. Składa się z dwóch poziomów, z których tylko parter jest dostępną dla pasażerów.
Stacja posiada duże zaplecze towarowe i parowozownię.
Na stację składa się 8 torów w ruchu pasażerskim. Każdy perony jest zadaszony, oraz połączony przejściem podziemnym.